# Oligosita
Oligosita is een geslacht van vliesvleugeligen uit de familie Trichogrammatidae. De wetenschappelijke naam van dit geslacht is voor het eerst geldig gepubliceerd in 1851 door Walker.

## Soorten
Het geslacht Oligosita omvat de volgende soorten:
- Oligosita acestes (Walker, 1839)
- Oligosita aequilonga Lin, 1994
- Oligosita americana Girault, 1909
- Oligosita angustipennis Yousuf & Shafee, 1992
- Oligosita anomala Viggiani, 1981
- Oligosita aquatica (Kieffer, 1910)
- Oligosita aurea Girault, 1912
- Oligosita australica Girault, 1920
- Oligosita biscrensis Nowicki, 1935
- Oligosita brevialata Lou & Wang, 2001
- Oligosita breviclavata Yousuf & Shafee, 1988
- Oligosita brevicornis Lin, 1994
- Oligosita brevifringiata Yousuf & Shafee, 1988
- Oligosita brevipennis Hellén, 1928
- Oligosita brunnea Lin, 1994
- Oligosita caerulocephala (Fullaway, 1914)
- Oligosita clarimaculosa (Girault, 1911)
- Oligosita collina Walker, 1851
- Oligosita concisicilia (Girault, 1929)
- Oligosita curtifuniculata Lin, 1994
- Oligosita curvialata Lin, 1994
- Oligosita cycloptera Lin, 1994
- Oligosita debaiensis Yousuf & Shafee, 1988
- Oligosita desantisi Viggiani, 1981
- Oligosita dilutior Nowicki, 1935
- Oligosita emma (Girault, 1929)
- Oligosita engelharti Kryger, 1919
- Oligosita erythrina Lin, 1994
- Oligosita filiola Girault, 1938
- Oligosita flava (Kurdjumov, 1911)
- Oligosita flavoflagella Lin, 1994
- Oligosita foersteri Girault, 1914
- Oligosita gilvus Yousuf & Shafee, 1984
- Oligosita giraulti Crawford, 1913
- Oligosita glabriscutata Lin, 1994
- Oligosita grotiusi Girault, 1913
- Oligosita haematoxantha Nowicki, 1940
- Oligosita hawaiiana Viggiani, 1981
- Oligosita hesiodi Girault, 1938
- Oligosita hilaris (Perkins, 1910)
- Oligosita impudica Kryger, 1919
- Oligosita insularis Girault, 1912
- Oligosita intensicolor Nowicki, 1940
- Oligosita introflexa Lin, 1994
- Oligosita itoi Yashiro, 1979
- Oligosita iucunda Girault, 1920
- Oligosita japonica Yashiro, 1979
- Oligosita latipennis Yousuf & Shafee, 1984
- Oligosita longialata Lin, 1994
- Oligosita longicilia Yousuf & Shafee, 1984
- Oligosita longiflagellata Yousuf & Joshi, 2003
- Oligosita longipennis Yousuf & Shafee, 1992
- Oligosita longirhinaria Yousuf & Shafee, 1988
- Oligosita macrothoracica Lin, 1994
- Oligosita magnifica Dozier, 1937
- Oligosita major Girault, 1938
- Oligosita mediterranea Nowicki, 1935
- Oligosita meerutensis Yousuf & Shafee, 1984
- Oligosita minima Girault, 1912
- Oligosita minuta Viggiani, 1980
- Oligosita naias Girault, 1938
- Oligosita nigriptera Yuan & Cong, 1997
- Oligosita nigroflagellaris Lin, 1994
- Oligosita novisanguinea Girault, 1912
- Oligosita obscura Fursov, 2007
- Oligosita oceanica Doutt, 1955
- Oligosita ovidii Girault, 1920
- Oligosita pallida Kryger, 1919
- Oligosita pauliani Risbec, 1955
- Oligosita poincarei Girault, 1913
- Oligosita polioptera Lin, 1994
- Oligosita pulchra Girault, 1912
- Oligosita pullicorpus Girault, 1915
- Oligosita rizicola (Risbec, 1956)
- Oligosita rubida Lin, 1994
- Oligosita rustica Girault, 1929
- Oligosita sacra Girault, 1912
- Oligosita sakara Hayat & F.R. Khan, 2009
- Oligosita sanguinea (Girault, 1911)
- Oligosita scurra Girault, 1915
- Oligosita shibuyae Ishii, 1938
- Oligosita similiana Hayat, 2009
- Oligosita singularis Yousuf & Shafee, 1984
- Oligosita sparsiciliata Lin, 1994
- Oligosita spiniclavata Lin, 1994
- Oligosita staniforthii Westwood, 1879
- Oligosita stenostigma Lin, 1994
- Oligosita subfasciata Westwood, 1879
- Oligosita subfasciatipennis (Girault, 1911)
- Oligosita szelenyi Nowicki, 1940
- Oligosita thisbe Girault, 1929
- Oligosita thoracica Kryger, 1932
- Oligosita tridentata (Girault, 1929)
- Oligosita variclava (Girault, 1922)
- Oligosita vergilii Girault, 1938
- Oligosita younusi Yousuf & Shafee, 1988